# Spoutnik
Pour les articles homonymes, voir Spoutnik (homonymie).

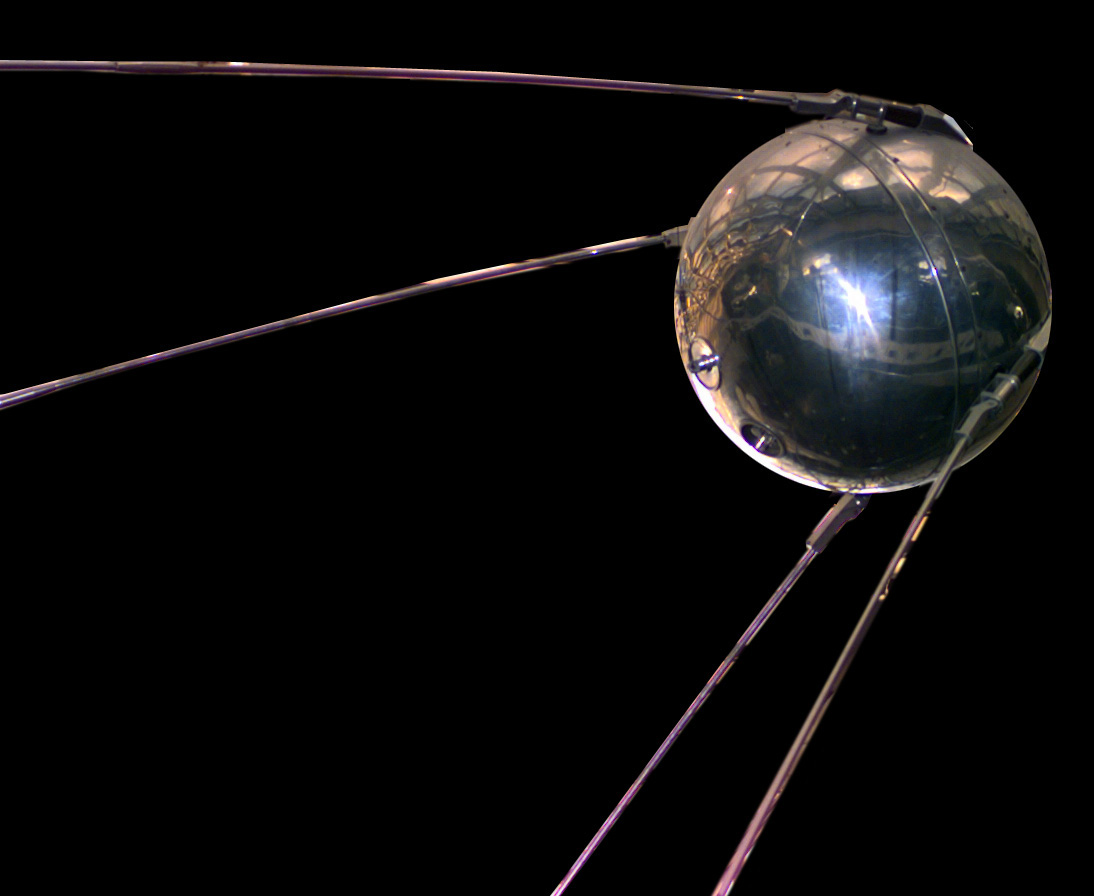
Une réplique exposée à Washington de Spoutnik 1, le premier satellite artificiel de la Terre.

Spoutnik (du russe : спутник, signifiant « compagnon de route » ou « satellite ») est une famille de satellites lancés par l'URSS. Spoutnik 1, lancé le 4 octobre 1957, est le premier engin placé en orbite autour de la Terre et marque le début de l'ère spatiale.

## Spoutnik 1
Spoutnik 1 a été le premier satellite artificiel de la Terre. Il est lancé par l'URSS et mis sur orbite le 4 octobre 1957 par la fusée R-7, conçue par l'ingénieur Sergueï Korolev. Pour des raisons de secret et de sécurité, son nom n'est pas dévoilé et le KGB présente à la presse occidentale Leonid Sedov, physicien membre de l'Académie des sciences de Russie, comme « le père du Spoutnik ».
Il s'agissait d'une sphère de 58 cm de diamètre et d'une masse de 83,6 kg. Satellisé sur une orbite elliptique à une altitude comprise entre 230 et 950 km, il tournait autour de la Terre en environ 98 minutes.
Sa seule fonctionnalité a été l'émission d'un « bip-bip » sur les fréquences radio de 20,005 et 40,002 MHz.
Ce lancement fut vécu comme un véritable traumatisme par les États-Unis, le New York Times compara cet événement à un « Pearl Harbor technologique ». Il prouvait, selon eux, que les Soviétiques possédaient la technologie pour envoyer un missile nucléaire sur le continent américain. Si le lancement de Spoutnik 1 apparut comme un simple événement, il a marqué le début de la course entre les États-Unis et l'URSS pour la conquête de l'espace. Cet événement symbolise donc le début de la course à l'espace, qui prendra un nouvel essor avec le premier homme dans l'espace, Youri Gagarine.
La désintégration dans l'atmosphère de Spoutnik 1 eut lieu le 4 janvier 1958.
Il existe de nombreuses répliques du premier Spoutnik dans les musées : comme aux États-Unis au National Air and Space Museum de Washington D.C., ou  en France, à la Cité de l'espace à Toulouse.

## Spoutnik 2
Lancé le 3 novembre 1957, ce satellite a emmené dans l'espace le premier mammifère, la chienne Laïka, qui meurt à bord du satellite au bout de quelques heures - contrairement à ce qui est alors déclaré par la propagande soviétique. Il transportait aussi des instruments destinés à étudier en particulier les rayons cosmiques.
La désintégration dans l'atmosphère de Spoutnik 2 eut lieu le 14 avril 1958.
Ce n'est qu'après le vol de Spoutnik 2 que les États-Unis réussirent à lancer leur premier satellite, Explorer 1, en février 1958.

## Spoutnik 3
Lancé le 15 mai 1958 depuis le cosmodrome de Baïkonour, au Kazakhstan, c'était un satellite de recherche. Ses douze instruments scientifiques ont permis d'étudier la haute atmosphère terrestre.

## Spoutnik 4
Lancé le 15 mai 1960, Spoutnik 4 était un vol test pour le programme Vostok et les vols habités. Mise en orbite incorrecte.

## Spoutnik 5
Lancé le 19 août 1960, c'est le deuxième vol test pour le programme Vostok.
Cet engin transportait deux chiennes, Belka et Strelka, quarante-deux souris, deux rats, plusieurs espèces de plantes et de fongus. Ils furent tous récupérés sains et saufs le jour suivant. C'était le premier vol spatial qui ramenait ses occupants vivants pour l'union soviétique.

## Spoutnik 6
Lancé le 1er décembre 1960, c'est le troisième vol test pour le programme Vostok.
Cet engin transportait deux chiennes, Ptchelka et Mouchka. Il rata sa rentrée atmosphérique, entrant sous un mauvais angle, et fut détruit, tuant du même coup les deux animaux.

## Spoutnik 7etSpoutnik 8
Les missions Spoutnik 7 et Spoutnik 8 furent en fait des lancements de sonde vers Vénus. La première fut un échec, mais la seconde envoya le 12 février 1961 la sonde Venera 1.

## Spoutnik 9
Lancé le 9 mars 1961, c'est le quatrième vol test pour le programme Vostok.
Cet engin transportait un mannequin et la chienne Tchernouchka. Le retour fut un succès.

## Spoutnik 10
Lancé le 25 mars 1961 depuis Baïkonour, c'est le cinquième et dernier vol test pour le programme Vostok.
Cet engin transportait un mannequin et la chienne Zvezdochka. Le retour, après 101 minutes de vol et une révolution orbitale, fut un succès.